# 삼가면
삼가면(三嘉面)은 대한민국 경상남도 합천군의 면이다. 합천군의 남단의 관문으로 2개군, 4개면이 인접해 교통 요충지로 시장 중심의 상권이 발달된 지역이다.

## 연혁
삼가면은 삼한시대에는 반사해국이란 부족국가의 옛 터이다. 양전리 고분에서 출토된 토기들이 삼한시대의 것으로 추정되어 이를 뒷받침해 주고 있다. 고려시대에는 ‘삼기현’과 ‘가수현’으로 나뉘어 있었던 것을 1414년 조선 태종 14년에 첫 글자를 따 삼가라 불렀다고 한다. 삼기현은 지금의 대병면이었는데, 삼국을 통일한 신라는 이곳에 삼지현을 설치하였고, 35대 경덕왕이 이곳 지명을 삼기현이라 고치고 강양군의 영현으로 부속시켰다. 그 후 1018년 제8대 고려 현종 9년에 합천의 속현으로 두었으며 1373년 공민왕 22년에 감무를 두어 다스렸고, 별호는 ‘마장’이라고 했다. 가수현은 신라의 삼국통일 이후 가주화현으로 불렀고, 35대 경덕왕 때 강주(지금의 진주) 관할에 두었다. 고려시대 이후부터 삼가현의 현청을 현재의 삼가쪽으로 옮기고 현감을 두었는데, 1914년 합천군에 병합되어 오늘에 이르고 있다. 그 당시 삼가현의 관할은 현재의 삼가와 쌍백면, 가회면, 봉산면 일부와 거창군 신원면, 의령군 봉수면 일부, 대의면 일부였다. 그리고 조선 고종 32년(1895년)에는 현에서 군으로 승격시켜 명실상부(名實相付)한 행정의 중심부가 되었으나 19년 만에 다시 면으로 격하되어 옛날의 권위는 찾을 수 없다.

## 행정 구역
- 동리
- 일부리
- 외토리
- 용흥리
- 어전리
- 금리
- 소오리
- 두모리
- 학리
- 덕진리
- 문송리
- 하판리
- 양전리

## 교육
- 삼가초등학교
- 삼가중학교
- 삼가고등학교

## 출신인물
- 정현옥:제37~39대 부산동구청장(3선)